# Оріуело-Алікантська діоцезія
Оріуе́ло-Аліка́нтська діоце́зія (лат. Dioecesis Oriolensis-Lucentinus; ісп. Diócesis de Orihuela-Alicante) — діоцезія римського обряду Католицької церкви в Іспанії, з центрами у містах Оріуела й Аліканте.  Входить до складу Валенсійської церковної провінції. Суфраганна діоцезія Валенсійської архідіоцезії. Заснована 9 березня 1959 року. Голова — єпископ Оріуельський і Алікантський. Центральні храми — Оріуельський і Алікантський собори.  Площа — 4,415 км². Населення — 1,260,000 ос.; з них католики — 1,155,000 ос. (91.7%). Чинний голова — Хесус Мургі Соріано, єпископ Оріуельський і Алікантський.

## Єпископи
Єпископи Оріуельські
- 16 грудня 1881 — 10 червня 1886: Вікторіано Гісасола-Родрігес
- Хесус Мургі Соріано

## Статистика
Згідно з «Annuario Pontificio» і Catholic-Hierarchy.org:
| Рік  | Населення | Населення | Населення | Священики | Священики | Священики | Священики           | Диякони | Ченці    | Ченці | Парафії |
| Рік  | католики  | загалом   | %         | загалом   | секулярні | ченці     | вірних на священика | Диякони | чоловіки | жінки | Парафії |
| ---- | --------- | --------- | --------- | --------- | --------- | --------- | ------------------- | ------- | -------- | ----- | ------- |
| 1950 | 444.000   | 445.000   | 99,8      | 225       | 170       | 55        | 1.973               |         | 140      | 580   | 81      |
| 1969 | 580.000   | 590.000   | 98,3      | 406       | 289       | 117       | 1.428               |         | 159      | 1.126 | 149     |
| 1980 | 894.200   | 902.845   | 99,0      | 375       | 279       | 96        | 2.384               |         | 129      | 1.028 | 196     |
| 1990 | 1.008.000 | 1.074.223 | 93,8      | 366       | 268       | 98        | 2.754               |         | 139      | 850   | 201     |
| 1999 | 1.160.000 | 1.173.842 | 98,8      | 396       | 310       | 86        | 2.929               | 1       | 130      | 593   | 206     |
| 2000 | 1.140.000 | 1.177.315 | 96,8      | 413       | 326       | 87        | 2.760               |         | 129      | 685   | 216     |
| 2001 | 1.140.000 | 1.180.000 | 96,6      | 404       | 320       | 84        | 2.821               |         | 112      | 708   | 207     |
| 2002 | 1.152.000 | 1.195.000 | 96,4      | 412       | 318       | 94        | 2.796               |         | 132      | 720   | 207     |
| 2003 | 1.152.000 | 1.256.697 | 91,7      | 410       | 313       | 97        | 2.809               |         | 135      | 726   | 207     |
| 2004 | 1.155.000 | 1.260.000 | 91,7      | 401       | 318       | 83        | 2.880               |         | 140      | 721   | 207     |
| 2013 | 1.486.651 | 1.671.111 | 89,0      | 376       | 300       | 76        | 3.953               | 8       | 123      | 643   | 214     |